# Glock Feldmesser

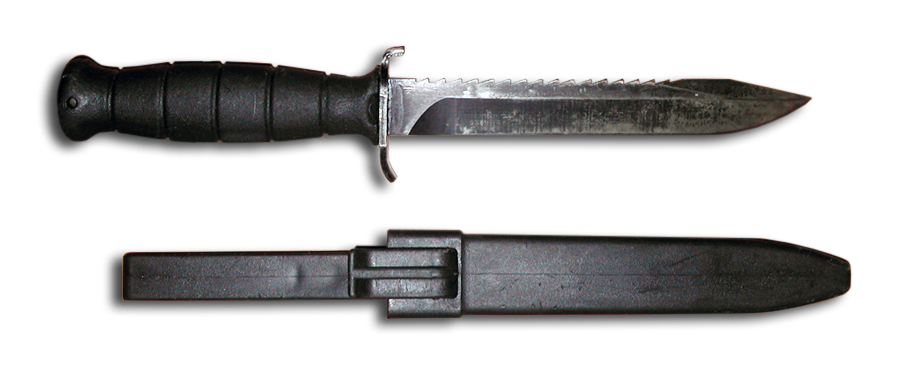
Feldmesser 81

Das Glock Feldmesser ist ein österreichisches Feldmesser. Es wird von der Firma Glock in den Ausführungen Feldmesser 78 und Feldmesser 81 hergestellt und vom Bundesheer sowie weiteren Nationen verwendet. Es kann auch als Bajonett für das Steyr AUG und das Sturmgewehr 58 verwendet werden. Die dänische Version trägt die Bezeichnung Feltkniv M/96. In Österreich wird das Messer auch Bundesheermesser genannt. Es trägt die NATO-Versorgungsnummer NSN1095-22-262-1779.

## Geschichte und Konzeption
Die österreichische Armee hatte in der Vergangenheit das Dolchmesser Muster 1917 genutzt. In den 1970er Jahren wurde das Messer in enger Zusammenarbeit mit dem Jagdkommando des Bundesheeres entwickelt. Nach Vorgaben des Bundesheeres wurde ein Wettbewerb ausgeschrieben an dem die Hersteller Zeiler und Glock teilnahmen. Glock konnte sich in der Ausschreibung durchsetzen. Teilweise wird auch die Auffassung vertreten, dass die Firma Zeitler zuerst ein Feldmesser konstruiert hatte und aufgrund ihres Konkurses Glock die Produktion eines deutlich überarbeiteten Messers übernahm.
Das Glock Feldmesser entspricht dabei der Tradition, dass jeder Soldat ein derartiges Messer führen sollte und das Messer sowohl für den Kampf als auch als Werkzeug zu gebrauchen sein muss. Schon im Ersten Weltkrieg hatte man bei der deutschen und der österreichisch-ungarischen Armee darauf geachtet, dass die sog. Grabendolche als Allzweckmesser für eine Vielzahl von Soldaten und Aufgaben genutzt werden konnten. In anderen Ländern wurde ein anderer Ansatz verfolgt. Sowohl in Frankreich als auch in den USA, Italien und Großbritannien hatte man hingegen nur kleine ausgesuchte Verbände mit dolchartigen Kampfmessern ausgestattet. Diese waren ausschließlich als Kampfmesser und niemals für den Massengebrauch durch weite Teile des Heeres gedacht. Derartige Dolchkonstruktionen sind darauf spezialisiert, leicht einzudringen, und haben eine beidseitig geschliffene, dünnere Klinge wie z. B. das Fairbairn–Sykes Kampfmesser. Das Glock Feldmesser besitzt hingegen eine vergleichsweise dicke Klinge, die auch bei härtesten Belastungen und Nutzungen als Werkzeug nicht abbricht. So ist es möglich, das Messer auch zum Graben oder als Flaschen- bzw. Dosenöffner zu verwenden. Das Feldmesser kann weiterhin als Wurfmesser verwendet werden. Für die Nahrungsaufnahme ist das Feldmesser nicht vorgesehen, hierfür führen die Soldaten des Bundesheeres ein eigenes Feldessbesteck mit sich.

## Technische Beschreibung

### Versionen
Das Glock Feldmesser wird in zwei Versionen hergestellt:
- Feldmesser 78: Klingenrücken ohne Sägezahnung (offizielles Feldmesser des Bundesheeres)
- Feldmesser 81: Klingenrücken mit Sägezahnung (nie vom Bundesheer verwendet)

Insgesamt wiegt das Messer 206 Gramm und ist 290 mm lang, wovon 165 mm auf die Klinge entfallen.

### Klinge
Die Klinge besteht aus brüniertem Federstahl des Herstellers Böhler (SAE 1095 55 HRC). Im Vergleich zu gewöhnlichen Edelstahlklingen ist das Feldmesser einfacher zu schärfen und stabiler, neigt aber bei Nässe etwas leichter zu Rost. Die Vorteile überwiegen aber im Outdooreinsatz die Nachteile. Die Klinge ist eine sog. Drop-Point-Klinge.

### Griff
Das Glock Feldmesser besitzt einen Griff aus Polymer-Kunststoff. Das Griffmaterial weist eine geringere Härte als der bei Glock-Pistolen verwendete Kunststoff auf und vermeidet mögliche Probleme infolge von Sprödigkeit, ist jedoch auch weniger kratzfest. Zum Zeitpunkt der Konstruktion des Messers war Kunststoff eine ungewöhnliche  Materialwahl für Messergriffe, doch konnten durch diese Innovation von Gaston Glock der Preis und das Gewicht des Messers wesentlich reduziert werden, während sich gleichzeitig seine Lebensdauer verlängerte.
Der Griff des Glock Feldmessers war ursprünglich in den Farben oliv, schwarz, grau und sand erhältlich, aktuell (2021) in den Farben oliv (international: battle field green), schwarz, grau und braun (international: flat dark earth).

### Scheide
Die Messerscheide ist aus dem gleichen Polymer-Material wie der Griff. Angebracht ist ein Verschluss, der das Messer vor dem unbeabsichtigten Herausgleiten sichert. Am unteren Ende hat sie ein Loch, so dass Flüssigkeiten herausfließen können. Die Scheide kann an Gürteln bis zu einer Breite von 60 Millimetern getragen werden. Zusätzlich ist eine Öse vorhanden an der ein Beinriemen befestigt werden kann.

## Verwendung als Survivalmesser / Umbauvorschlag des Messers von Rüdiger Nehberg
Das Glock Feldmesser gilt aufgrund seiner Eigenschaften als beliebtes Survivalmesser. Der Überlebensexperte Rüdiger Nehberg hat das Feldmesser bei vielen Touren verwendet. In seinem Buch Let’s fetz: Heute beginnt der Rest des Lebens hat er den Vorschlag unterbreitet, das Messer für Survivaltouren zu optimieren, indem man den Originalgriff durch ein Kupferrohr ersetzt. In dem Hohlraum des Kupferrohrs könnte man dann weitere Gegenstände verstauen. Allerdings wäre das Messer aufgrund der veränderten Balance nicht mehr als Wurfmesser zu gebrauchen.

## Nutzende Länder
- Österreich – Österreichisches Bundesheer und Einsatzkommando Cobra[7]
- Luxemburg – Luxemburger Palastgarde[8]
- Dänemark – Dänische Streitkräfte als sog. Feltkniv M/96, NSN 1095-22-262-1779
- Deutschland – GSG 9 der Bundespolizei[9]
- Indien – National Security Guard und Special Protection Group
- Malaysia – Pasukan Gerakan Khas und Polis Diraja Malaysia
- Polen – Polnische Militärpolizei[10]
- Taiwan – Streitkräfte der Republik China (ROCAF)
- Südkorea – 707th Special Mission Battalion